# ۱٬۲-بیس (دی متیل فسفینو) اتان
۱٬۲-بیس (دی متیل فسفینو) اتان (به انگلیسی: 1,2-Bis(dimethylphosphino)ethane) با فرمول شیمیایی C6H16P2 یک ترکیب شیمیایی با شناسه پاب‌کم ۶۲۰۷ است؛ که جرم مولی آن ۱۵۰٫۱۴ گرم بر مول می‌باشد.